# Rallye de Suède 2019
Le Rallye de Suède 2019 est la 2e manche du championnat du monde des rallyes 2019. Il se déroule du 14 au 17 février 2019 sur 19 épreuves spéciales. Il est remporté par le duo estonien Ott Tänak et Martin Järveoja, qui a mené l'épreuve les deux derniers jours.

## Présentation
| Date                | no   | Nom de la spéciale     | Distance |
| ------------------- | ---- | ---------------------- | -------- |
| 14 février          | —    | Skalla [Test]          | 6,86 km  |
| Étape 1 — 139,31 km |      |                        |          |
| 14 février          | ES1  | Karlstad SSS 1         | 1,90 km  |
| 15 février          | ES2  | Hof-Finnskog 1         | 21,26 km |
| 15 février          | ES3  | Svullrya 1             | 24,88 km |
| 15 février          | ES4  | Röjden 1               | 18,10 km |
| 15 février          | ES5  | Hof-Finnskog 2         | 21,26 km |
| 15 février          | ES6  | Svullrya 2             | 24,88 km |
| 15 février          | ES7  | Röjden 2               | 18,10 km |
| 15 février          | ES8  | Torsby 1               | 8,93 km  |
| Étape 2 — 126,18 km |      |                        |          |
| 16 février          | ES9  | Rämmen 1               | 23,13 km |
| 16 février          | ES10 | Hagfors 1              | 23,40 km |
| 16 février          | ES11 | Vargåsen 1             | 14,21 km |
| 16 février          | ES12 | Rämmen 2               | 23,13 km |
| 16 février          | ES13 | Hagfors 2              | 23,40 km |
| 16 février          | ES14 | Vargåsen 2             | 14,21 km |
| 16 février          | ES15 | Karlstad SSS 2         | 1,90 km  |
| 16 février          | ES16 | Torsby Sprint          | 2,80 km  |
| Étape 3 — 51,31 km  |      |                        |          |
| 17 février          | ES16 | Likenäs 1              | 21,19 km |
| 17 février          | ES17 | Likenäs 2              | 21,19 km |
| 17 février          | ES18 | Torsby 2 [Power stage] | 8,93 km  |
| Source:             |      |                        |          |

## Engagés
| no | Engagé                   | Catégorie | Pilote               | Copilote              | Voiture                | Pneus |
| -- | ------------------------ | --------- | -------------------- | --------------------- | ---------------------- | ----- |
| 1  | Citroën Total WRT        | WRC       | Sébastien Ogier      | Julien Ingrassia      | Citroën C3 WRC         | M     |
| 3  | M-Sport Ford WRT         | WRC       | Teemu Suninen        | Marko Salminen        | Ford Fiesta WRC        | M     |
| 4  | Citroën Total WRT        | WRC       | Esapekka Lappi       | Janne Ferm            | Citroën C3 WRC         | M     |
| 5  | Toyota Gazoo Racing WRT  | WRC       | Kris Meeke           | Sebastian Marshall    | Toyota Yaris WRC       | M     |
| 7  | M-Sport Ford WRT         | WRC       | Pontus Tidemand      | Ola Fløene            | Ford Fiesta WRC        | M     |
| 8  | Toyota Gazoo Racing WRT  | WRC       | Ott Tänak            | Martin Järveoja       | Toyota Yaris WRC       | M     |
| 10 | Toyota Gazoo Racing WRT  | WRC       | Jari-Matti Latvala   | Miikka Anttila        | Toyota Yaris WRC       | M     |
| 11 | Hyundai Shell Mobis WRT  | WRC       | Thierry Neuville     | Nicolas Gilsoul       | Hyundai i20 Coupe WRC  | M     |
| 19 | Hyundai Shell Mobis WRT  | WRC       | Sébastien Loeb       | Daniel Elena          | Hyundai i20 Coupe WRC  | M     |
| 33 | M-Sport Ford WRT         | WRC       | Elfyn Evans          | Scott Martin          | Ford Fiesta WRC        | M     |
| 89 | Hyundai Shell Mobis WRT  | WRC       | Andreas Mikkelsen    | Anders Jæger          | Hyundai i20 Coupe WRC  | M     |
| 68 | GRX Team                 | WRC       | Marcus Grönholm      | Timo Rautiainen       | Toyota Yaris WRC       | M     |
| 37 | M-Sport Ford WRT         | WRC       | Lorenzo Bertelli     | Simone Scattolin      | Ford Fiesta WRC        | M     |
| 92 | Janne Tuohino            | WRC       | Janne Tuohino        | Mikko Markkula        | Ford Fiesta WRC        | M     |
| 21 | Citroën Total            | WRC-2 Pro | Mads Østberg         | Torstein Eriksen      | Citroën C3 R5          | M     |
| 25 | Škoda Motorsport         | WRC-2 Pro | Kalle Rovanperä      | Jonne Halttunen       | Škoda Fabia R5 (en)    | M     |
| 26 | Škoda Motorsport         | WRC-2 Pro | Eerik Pietarinen     | Juhana Raitanen       | Škoda Fabia R5 (en)    | M     |
| 34 | M-Sport Ford WRT         | WRC-2 Pro | Gus Greensmith       | Elliott Edmondson     | Ford Fiesta R5         | M     |
| 35 | M-Sport Ford WRT         | WRC-2 Pro | Łukasz Pieniążek     | Kamil Heller          | Ford Fiesta R5         | M     |
| 41 | Takamoto Katsuta         | WRC-2     | Takamoto Katsuta     | Daniel Barritt        | Ford Fiesta R5         | P     |
| 42 | Ole Christian Veiby      | WRC-2     | Ole Christian Veiby  | Jonas Andersson       | Volkswagen Polo GTI R5 | M     |
| 43 | Henning Solberg          | WRC-2     | Henning Solberg      | Ilka Minor-Petrasko   | Škoda Fabia R5 (en)    | M     |
| 44 | Nikolay Gryazin          | WRC-2     | Nikolay Gryazin      | Yaroslav Fedorov      | Škoda Fabia R5 (en)    | P     |
| 45 | Emil Bergkvist           | WRC-2     | Emil Bergkvist       | Patrik Barth          | Ford Fiesta R5         | P     |
| 46 | Jari Huttunen            | WRC-2     | Jari Huttunen        | Antti Linnaketo       | Škoda Fabia R5 (en)    | M     |
| 47 | Johan Kristoffersson     | WRC-2     | Johan Kristoffersson | Stig Rune Skjærmoen   | Volkswagen Polo GTI R5 | P     |
| 48 | Emil Lindholm            | WRC-2     | Emil Lindholm        | Mikael Korhonen       | Volkswagen Polo GTI R5 | M     |
| 49 | Martin Berglund          | WRC-2     | Martin Berglund      | Joakim Gevert         | Škoda Fabia R5 (en)    | P     |
| 50 | Patrik Flodin            | WRC-2     | Patrik Flodin        | Göran Bergsten        | Škoda Fabia R5 (en)    | P     |
| 51 | Mattias Monelius         | WRC-2     | Mattias Monelius     | Nicklas Edvardsson    | Škoda Fabia R5 (en)    | P     |
| 52 | Anton Eriksson           | WRC-2     | Anton Eriksson       | Lars Andersson        | Škoda Fabia R5 (en)    | P     |
| 53 | Lars Stugemo             | WRC-2     | Lars Stugemo         | Kalle Lexe            | Volkswagen Polo GTI R5 | M     |
| 54 | Joakim Roman             | WRC-2     | Joakim Roman         | Ida Lidebjer Granberg | Škoda Fabia R5 (en)    | P     |
| 55 | Rhys Yates               | WRC-2     | Rhys Yates           | James Morgan          | Škoda Fabia R5 (en)    | P     |
| 56 | Tamara Molinaro          | WRC-2     | Tamara Molinaro      | Lorenzo Granai        | Citroën C3 R5          | P     |
| 57 | Yigit Alpaslan Timur     | WRC-2     | Yigit Alpaslan Timur | Maxime Vilmot         | Škoda Fabia R5 (en)    | M     |
| 93 | Eyvind Brynildsen        | WRC-2     | Eyvind Brynildsen    | Veronica Gulbæk Engan | Škoda Fabia R5 (en)    | P     |
| 71 | Denis Rådström           | JWRC      | Denis Rådström       | Johan Johansson       | Ford Fiesta MK8 R2T    | P     |
| 72 | Ken Torn                 | JWRC      | Ken Torn             | Kuldar Sikk           | Ford Fiesta MK8 R2T    | P     |
| 73 | ADAC Sachsen             | JWRC      | Julius Tannert       | Helmar Hinneberg      | Ford Fiesta MK8 R2T    | P     |
| 74 | Tom Kristensson          | JWRC      | Tom Kristensson      | Henrik Appelskog      | Ford Fiesta MK8 R2T    | P     |
| 75 | Roland Poom              | JWRC      | Roland Poom          | Ken Järveoja          | Ford Fiesta MK8 R2T    | P     |
| 76 | LMT Autosporta Akadēmija | JWRC      | Mārtiņš Sesks        | Krišjanis Caune       | Ford Fiesta MK8 R2T    | P     |
| 77 | Tom Williams             | JWRC      | Tom Williams         | Phil Hall             | Ford Fiesta MK8 R2T    | P     |
| 78 | Jan Solans               | JWRC      | Jan Solans           | Mauro Barreiro        | Ford Fiesta MK8 R2T    | P     |
| 79 | Raul Badiu               | JWRC      | Raul Badiu           | Gabriel Lazar         | Ford Fiesta MK8 R2T    | P     |
| 80 | Nico Knacker             | JWRC      | Nico Knacker         | Tobias Braun          | Ford Fiesta MK8 R2T    | P     |
| 81 | Enrico Oldrat            | JWRC      | Enrico Oldrat        | Elia De Guio          | Ford Fiesta MK8 R2T    | P     |
| 82 | Fabrizio Zaldivar        | JWRC      | Fernando Mussano     | Fabrizio Zaldivar     | Ford Fiesta MK8 R2T    | P     |
| 83 | Sean Johnston            | JWRC      | Sean Johnston        | Alexander Kihurani    | Ford Fiesta MK8 R2T    | P     |

| Clé       | Clé                                                                             |
| Icône     | Classe                                                                          |
| --------- | ------------------------------------------------------------------------------- |
| WRC       | Engagés WRC éligibles pour marquer des points au classement constructeurs       |
| WRC       | Engagés majeurs inéligibles pour marquer des points au classement constructeurs |
| WRC-2 Pro | Enregistrés pour marquer des points dans le championnat WRC-2 Pro               |
| WRC-2     | Enregistrés pour marquer des points dans le championnat WRC-2                   |
| JWRC      | Enregistrés pour marquer des points dans le championnat WRC Junior              |

## Déroulement de l’épreuve

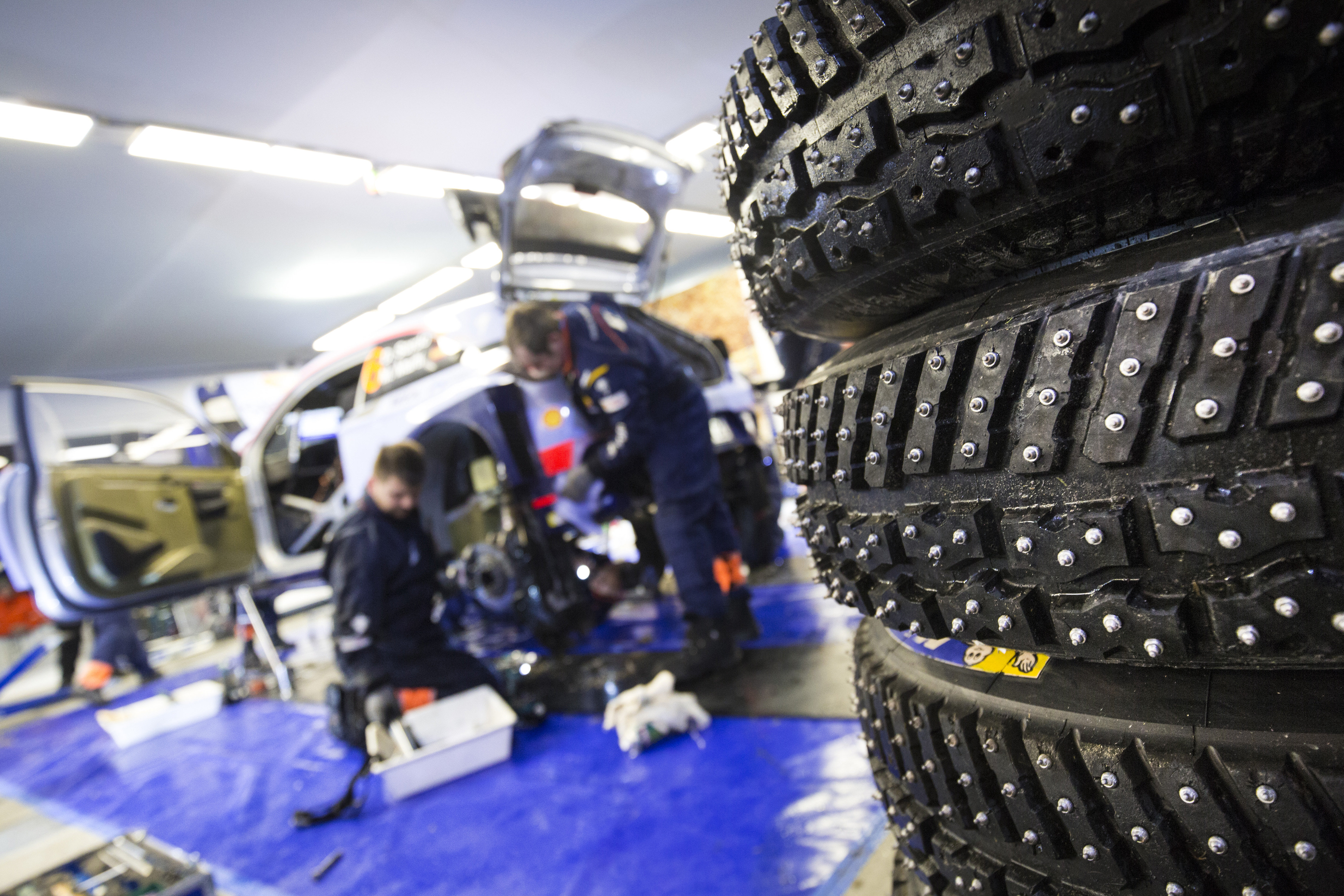
Les pneumatiques cloutés sont de sortie pour ce rallye.

Contrairement à l'édition passée, la neige est peu présente sur le parcours du rallye. Ce dernier débute le jeudi soir par l'habituelle courte spéciale disputée sur l'hippodrome de Karlstad. Sur une piste particulièrement abîmée, Thierry Neuville signe le meilleur temps comme il avait fait plus tôt lors du Shakedown.
La journée de vendredi propose une boucle norvégienne de trois spéciales à parcourir à deux reprises ainsi qu'un passage dans la spéciale de Torsby. Ott Tänak s'illustre d'entrée en remportant l'ES2 puis l'ES4, l'ES3 revenant à Teemu Suninen. D'autres pilotes sont moins en réussite, à l’instar d'Elfyn Evans, auteur d'un tête-à-queue d'entrée, de Pontus Tidemand, victime d'un souci moteur et déjà relégué à plus d'une minute, et des champions du monde Sébastien Loeb et Marcus Grönholm, qui ont du mal à trouver le bon rythme, surtout pour le finlandais qui a connu plusieurs tête-à-queue avant de sortir de la piste dans l'ES4. Ainsi, Tänak mène à la pause avec un peu plus de 5 s d'avance sur Suninen, Latvala et Neuville, la cinquième place est occupée par Sébastien Ogier à 14 s 4.
La boucle de l'après-midi est disputée dans des conditions boueuses et difficiles, ce qui fait dire à Neuville que « c'est plus un Rallye de terre qu'un Rallye de neige ». Profitant de leur position sur la route, Evans et Latvala s'illustrent d'entrée, le premier en signant le scratch et le second en s'emparant du commandement de l’épreuve, avec des écarts importants puisque Neuville et Ogier pointent à plus de 30 s, le belge étant parti deux fois à la faute. Lappi est lui l'auteur d'un sauvetage miracle après s'être fait surprendre dans un droite rapide. L'ES6 suivante est remportée par Suninen qui prend la tête du rallye. Surtout, elle est fatale pour Ogier qui reste bloqué dans la neige après avoir heurté un talus par l’arrière. C'est un coup d'arrêt pour le meneur du championnat. Son ex-coéquipier Evans signe un nouveau scratch dans l'ES7 où Neuville souffre de sa nouvelle position d'ouvreur. La dernière spéciale, disputée de nuit, est aussi le lieu de péripéties avec Jari Huttunen, pilote WRC-2, qui signe le meilleur temps, Latvala qui comme Ogier s'est retrouvé bloqué dans un mur de neige, et Suninen en difficulté à cause d'une rampe de phares chancelante. Suninen reste néanmoins en tête le vendredi soir, 2 s devant Tänak. Le finlandais mène un rallye pour la première fois dans la catégorie reine. Mikkelsen complète le podium à 17 s 8, suivent Evans à 28 s 6, Lappi à 42 s et Loeb à 48 s 8.
La journée de samedi propose huit spéciales avec une boucle de trois spéciales à parcourir deux fois puis deux supers spéciales. Reparti en Rally 2, Latvala est l’auteur du meilleur chrono, tandis que la lutte pour la tête se poursuit avec Tänak qui reprend le commandement du rallye à Suninen. Ce dernier, auteur d'un très bon rallye, part cependant à la faute dans l'ES10 et perd plus d’une minute, le temps que des spectateurs parviennent à remettre sa voiture sur la route. Pendant ce temps, Ogier, reparti en Rally 2, remporte la spéciale et fait de même lors de la dernière spéciale de la matinée. À la pause, c'est donc Tänak qui est en tête, avec plus de 30 s d'avance sur le 2e Mikkelsen. Une lutte à trois entre Evans, Neuville et Lappi s'installe pour la 3e place.
Ott Tänak continue de réaliser des performances l’après-midi en s'adjugeant les deux premières spéciales. La bataille est intense derrière avec Mikkelsen et Evans qui perdent du temps, le norvégien sortant même brièvement de la route, tandis que Neuville et Lappi sont en forme, malgré un 360° sans dégâts du belge durant l'ES14. Cette dernière voit Ogier l'emporter, non sans une frayeur en frôlant un arbre. Suninen est lui moins chanceux puisqu'il est contraint à l’abandon après avoir tapé un arbre et endommagé l'arceau de sa Fiesta. Les deux courtes dernières spéciales de la journée sont remportées par Tänak et Neuville et créent peu d'écarts, mais Lappi parvient à grappiller suffisamment de temps pour finir 2e à égalité avec Mikkelsen samedi soir, à 54 s 5 du confortable meneur Tänak. Ils sont talonnés par Neuville qui n'accuse que 2 s 3 de retard. La cinquième place est occupée par Evans, suivent Meeke, Loeb et Tidemand.
L'ultime journée du rallye ne propose que trois spéciales, deux passages dans Likenäs puis la Power stage. Latvala s'impose dans l'ES17, où Tänak gère son avance tandis que Mikkelsen se retrouve 4e après avoir cédé plus de 6 s à ses deux concurrents directs. La spéciale suivante est remportée par Evans et voit Lappi accroître son avance sur les pilotes Hyundai en repoussant Neuville à 4 s 4 et Mikkelsen à plus de 8 s. Vient alors la dernière spéciale. Remportée par Ott Tänak navigué par Martin Järveoja, le duo achève de ce fait son premier rallye de Suède victorieux en beauté en engrangeant le maximum de points possibles avec 30 unité. De plus, il s'empare pour la première fois de sa carrière du commandement du championnat du monde. Lappi accroche la deuxième place du rallye à 53 s 7 de Tänak malgré la deuxième place de Neuville dans la Power stage. Le belge termine ainsi 3e en scorant 19 points. Suivent à plus d'une minute Mikkelsen, Evans, Meeke et Loeb, auteur d'un rallye sans faute et déclarant avoir « fait un bon Rallye du Suède avec Danos quand on prend en compte tous les éléments extérieurs ». Tidemand occupe la 8e place, suivi par le vainqueur de la catégorie WRC-2 Ole Christian Veiby qui emmène un triplé Volkswagen, la 10e place revenant à Janne Tuohino. À noter que Mads Østberg l'emporte en WRC-2 Pro et qu'en WRC Junior, la victoire est revenue à Tom Kristensson.

## Résultats

### Classement final
| Pos.               | no  | Pilote               | Copilote              | Équipe                  | Voiture                | Classe    | Temps             | Diff.          | Points |
| ------------------ | --- | -------------------- | --------------------- | ----------------------- | ---------------------- | --------- | ----------------- | -------------- | ------ |
| Classement général |     |                      |                       |                         |                        |           |                   |                |        |
| 1                  | 8   | Ott Tänak            | Martin Järveoja       | Toyota GAZOO Racing WRT | Toyota Yaris WRC       | WRC       | 2 h 47 min 30 s 0 | -              | 30     |
| 2                  | 4   | Esapekka Lappi       | Janne Ferm            | Citroën Total WRT       | Citroën C3 WRC         | WRC       | 2 h 48 min 23 s 7 | +53 s 7        | 19     |
| 3                  | 11  | Thierry Neuville     | Nicolas Gilsoul       | Hyundai Shell Mobis WRT | Hyundai i20 Coupe WRC  | WRC       | 2 h 48 min 26 s 7 | +56 s 7        | 19     |
| 4                  | 89  | Andreas Mikkelsen    | Anders Jæger          | Hyundai Shell Mobis WRT | Hyundai i20 Coupe WRC  | WRC       | 2 h 48 min 35 s 4 | +1 min 05 s 4  | 12     |
| 5                  | 33  | Elfyn Evans          | Scott Martin          | M-Sport Ford WRT        | Ford Fiesta WRC        | WRC       | 2 h 48 min 38 s 2 | +1 min 08 s 2  | 13     |
| 6                  | 5   | Kris Meeke           | Sebastian Marshall    | Toyota Gazoo Racing WRT | Toyota Yaris WRC       | WRC       | 2 h 49 min 08 s 8 | +1 min 38 s 8  | 8      |
| 7                  | 19  | Sébastien Loeb       | Daniel Elena          | Hyundai Shell Mobis WRT | Hyundai i20 Coupe WRC  | WRC       | 2 h 49 min 19 s 7 | +1 min 49 s 7  | 6      |
| 8                  | 7   | Pontus Tidemand      | Ola Fløene            | M-Sport Ford WRT        | Ford Fiesta WRC        | WRC       | 2 h 51 min 07 s 7 | +3 min 37 s 7  | 4      |
| 9                  | 42  | Ole Christian Veiby  | Jonas Andersson       | Ole Christian Veiby     | Volkswagen Polo GTI R5 | WRC-2     | 2 h 54 min 04 s 0 | +6 min 34 s 0  | 2      |
| 10                 | 92  | Janne Tuohino        | Mikko Markkula        | Janne Tuohino           | Ford Fiesta WRC        | WRC       | 2 h 55 min 51 s 4 | +8 min 21 s 4  | 1      |
| ...                | ... | ...                  | ...                   | ...                     | ...                    | ...       | ...               | ...            | ...    |
| 29                 | 1   | Sébastien Ogier      | Julien Ingrassia      | Citroën Total WRT       | Citroën C3 WRC         | WRC       | 3 h 11 min 49 s 0 | +24 min 19 s 0 | 2      |
| WRC-2 Pro          |     |                      |                       |                         |                        |           |                   |                |        |
| 1 (11.)            | 21  | Mads Østberg         | Torstein Eriksen      | Citroën Total WRT       | Citroën C3 R5          | WRC-2 Pro | 2 h 55 min 54 s 5 | -              | 25     |
| 2 (18.)            | 25  | Kalle Rovanperä      | Jonne Halttunen       | Škoda Motorsport        | Škoda Fabia R5 (en)    | WRC-2 Pro | 2 h 59 min 13 s 7 | +3 min 19 s 2  | 18     |
| 3 (19.)            | 21  | Gus Greensmith       | Elliott Edmondson     | M-Sport Ford WRT        | Ford Fiesta R5         | WRC-2 Pro | 3 h 00 min 43 s 4 | +13 min 13 s 4 | 15     |
| 4 (50.)            | 35  | Łukasz Pieniążek     | Kamil Heller          | M-Sport Ford WRT        | Ford Fiesta R5         | WRC-2 Pro | 3 h 52 min 56 s 7 | +57 min 02 s 2 | 12     |
| WRC-2              |     |                      |                       |                         |                        |           |                   |                |        |
| 1 (9.)             | 42  | Ole Christian Veiby  | Jonas Andersson       | Ole Christian Veiby     | Volkswagen Polo GTI R5 | WRC-2     | 2 h 54 min 04 s 0 | -              | 25     |
| 2 (12.)            | 48  | Emil Lindholm        | Mikael Korhonen       | Emil Lindholm           | Volkswagen Polo GTI R5 | WRC-2     | 2 h 56 min 07 s 5 | +2 min 03 s 5  | 18     |
| 3 (13.)            | 47  | Johan Kristoffersson | Stig Rune Skjærmoen   | Johan Kristoffersson    | Volkswagen Polo GTI R5 | WRC-2     | 2 h 56 min 23 s 6 | +2 min 19 s 6  | 15     |
| 4 (14.)            | 45  | Emil Bergkvist       | Patrik Barth          | Emil Bergkvist          | Ford Fiesta R5         | WRC-2     | 2 h 56 min 32 s 8 | +2 min 28 s 8  | 12     |
| 5 (15.)            | 44  | Nikolay Gryazin      | Yaroslav Fedorov      | Nikolay Gryazin         | Škoda Fabia R5 (en)    | WRC-2     | 2 h 57 min 08 s 4 | +3 min 04 s 4  | 10     |
| 6 (16.)            | 93  | Eyvind Brynildsen    | Veronica Gulbæk Engan | Eyvind Brynildsen       | Škoda Fabia R5 (en)    | WRC-2     | 2 h 58 min 38 s 3 | +4 min 34 s 3  | 8      |
| 7 (17.)            | 43  | Henning Solberg      | Ilka Minor-Petrasko   | Henning Solberg         | Škoda Fabia R5 (en)    | WRC-2     | 2 h 58 min 39 s 5 | +4 min 35 s 5  | 6      |
| 8 (22.)            | 50  | Patrik Flodin        | Göran Bergsten        | Patrik Flodin           | Škoda Fabia R5 (en)    | WRC-2     | 3 h 03 min 10 s 1 | +9 min 06 s 1  | 4      |
| 9 (24.)            | 51  | Mattias Monelius     | Nicklas Edvardsson    | Mattias Monelius        | Škoda Fabia R5 (en)    | WRC-2     | 3 h 06 min 07 s 7 | +12 min 03 s 7 | 2      |
| 10 (25.)           | 55  | Rhys Yates           | Denis Giraudet        | Rhys Yates              | Škoda Fabia R5 (en)    | WRC-2     | 3 h 06 min 53 s 4 | +12 min 49 s 4 | 1      |
| WRC Junior         |     |                      |                       |                         |                        |           |                   |                |        |
| 1 (30.)            | 74  | Tom Kristensson      | Jonas Andersson       | Tom Kristensson         | Ford Fiesta MK8 R2T    | JWRC      | 3 h 14 min 48 s 9 | -              | 25     |
| 2 (31.)            | 75  | Roland Poom          | Ken Järveoja          | Roland Poom             | Ford Fiesta MK8 R2T    | JWRC      | 3 h 16 min 20 s 1 | +1 min 31 s 2  | 18     |
| 3 (33.)            | 78  | Jan Solans           | Mauro Barreiro        | Jan Solans              | Ford Fiesta MK8 R2T    | JWRC      | 3 h 18 min 58 s 1 | +4 min 09 s 2  | 15     |
| 4 (34.)            | 77  | Tom Williams         | Phil Hall             | Tom Williams            | Ford Fiesta MK8 R2T    | JWRC      | 3 h 21 min 42 s 3 | +6 min 53 s 4  | 12     |

### Spéciales chronométrées
| WRC        |          |                        |          |                    |                       |               |                    |
| Jour       | Spéciale | Nom                    | Longueur | Vainqueur          | Voiture               | Temps         | Meneur             |
| 14 février | -        | Skalla (Shakedown)     | 6,86 km  | Thierry Neuville   | Hyundai i20 Coupe WRC | 4 min 05 s 0  | -                  |
| 14 février | ES1      | SSS Karlstad 1         | 1,90 km  | Thierry Neuville   | Hyundai i20 Coupe WRC | 1 min 34 s 9  | Thierry Neuville   |
| 15 février | ES2      | Hof-Finnskog 1         | 21,26 km | Ott Tänak          | Toyota Yaris WRC      | 10 min 09 s 1 | Ott Tänak          |
| 15 février | ES3      | Svullrya 1             | 24,88 km | Teemu Suninen      | Ford Fiesta WRC       | 12 min 47 s 0 | Ott Tänak          |
| 15 février | ES4      | Röjden 1               | 18,10 km | Ott Tänak          | Toyota Yaris WRC      | 8 min 42 s 5  | Ott Tänak          |
| 15 février | ES5      | Hof-Finnskog 2         | 21,26 km | Elfyn Evans        | Ford Fiesta WRC       | 10 min 02 s 8 | Jari-Matti Latvala |
| 15 février | ES6      | Svullrya 2             | 24,88 km | Teemu Suninen      | Ford Fiesta WRC       | 12 min 43 s 9 | Teemu Suninen      |
| 15 février | ES7      | Röjden 2               | 18,10 km | Elfyn Evans        | Ford Fiesta WRC       | 8 min 41 s 7  | Teemu Suninen      |
| 15 février | ES8      | Torsby 1               | 8,93 km  | Jari Huttunen      | Škoda Fabia R5 (en)   | 5 min 50 s 0  | Teemu Suninen      |
| 16 février | ES9      | Rämmen 1               | 23,13 km | Jari-Matti Latvala | Toyota Yaris WRC      | 11 min 23 s 1 | Ott Tänak          |
| 16 février | ES10     | Hagfors 1              | 23,40 km | Sébastien Ogier    | Citroën C3 WRC        | 12 min 33 s 1 | Ott Tänak          |
| 16 février | ES11     | Vargåsen 1             | 14,21 km | Sébastien Ogier    | Citroën C3 WRC        | 8 min 14 s 9  | Ott Tänak          |
| 16 février | ES12     | Rämmen 2               | 23,13 km | Ott Tänak          | Toyota Yaris WRC      | 11 min 21 s 4 | Ott Tänak          |
| 16 février | ES13     | Hagfors 2              | 23,40 km | Ott Tänak          | Toyota Yaris WRC      | 12 min 36 s 8 | Ott Tänak          |
| 16 février | ES14     | Vargåsen 2             | 14.21 km | Sébastien Ogier    | Citroën C3 WRC        | 8 min 20 s 1  | Ott Tänak          |
| 16 février | ES15     | SSS Karstad 2          | 1,90 km  | Ott Tänak          | Toyota Yaris WRC      | 1 min 36 s 0  | Ott Tänak          |
| 16 février | ES16     | Torsby Sprint          | 2,80 km  | Thierry Neuville   | Hyundai i20 Coupe WRC | 1 min 56 s 8  | Ott Tänak          |
| 17 février | ES17     | Likenäs 1              | 21,19 km | Jari-Matti Latvala | Toyota Yaris WRC      | 11 min 06 s 3 | Ott Tänak          |
| 17 février | ES18     | Likenäs 2              | 21,19 km | Elfyn Evans        | Ford Fiesta WRC       | 11 min 22 s 0 | Ott Tänak          |
| 17 février | ES19     | Torsby 2 (Power Stage) | 8,93 km  | Ott Tänak          | Toyota Yaris WRC      | 5 min 15 s 1  | Ott Tänak          |

### Super spéciale
La super spéciale est une spéciale de 8,93 km courue à la fin du rallye. Elle est remportée par Ott Tänak, ce qui lui permet d'engranger le maximum de points possibles avec 30 unités.
| Pos. | Pilote           | Copilote         | Voiture               | Temps        | Diff.  | Pts. |
| ---- | ---------------- | ---------------- | --------------------- | ------------ | ------ | ---- |
| 1    | Ott Tänak        | Martin Järveoja  | Toyota Yaris WRC      | 5 min 15 s 1 | -      | 5    |
| 2    | Thierry Neuville | Nicolas Gilsoul  | Hyundai i20 Coupe WRC | 5 min 18 s 6 | +3 s 5 | 4    |
| 3    | Elfyn Evans      | Scott Martin     | Ford Fiesta WRC       | 5 min 19 s 5 | +4 s 4 | 3    |
| 4    | Sébastien Ogier  | Julien Ingrassia | Citroën C3 WRC        | 5 min 19 s 7 | +4 s 6 | 2    |
| 5    | Esapekka Lappi   | Janne Ferm       | Citroën C3 WRC        | 5 min 20 s 0 | +4 s 9 | 1    |